# Championnat du monde junior féminin de handball 2014
Navigation
Rép. tchèque 2012 Russie 2016
Le championnat du monde junior féminin de handball 2014 est la 19e édition du tournoi. Il se déroule en Croatie du 28 juin au 13 juillet 2014.
La compétition est remportée par la Corée du Sud, vainqueur en finale de la Russie. Le Danemark complète le podium.
La compétition est aussi remarquée par la disparation de trois internationales de la République démocratique du Congo, Julie Betu, Mirinelle Kele et Laetitia Mumbala, qui ont quitté leur hôtel à Đurđevac (Croatie) dans la nuit du 2 au 3 juillet. La police n’exclut pas la possibilité que les jeunes filles aient fui pour demander ensuite l'asile politique à la Croatie, membre de l’Union européenne depuis un an,. Fin août 2014, elles n'avaient toujours pas été retrouvées.

## Présentation

### Éligibilité
Dans cette compétition, junior signifie que la limite d'âge est de 20 ans maximum en 2014 tandis que l'âge minimum requis est de 16 ans (joueuse née au plus tard le 28 juin 1998).

### Modalités
- Seize joueuses au maximum sont autorisées sur la feuille de match. Chaque équipe a le droit à deux remplacements au plus durant l'intégralité de la compétition.
- Le tour préliminaire se déroule en quatre groupes de six équipes. Au terme des cinq matchs disputés par chaque équipe, les quatre premiers de chaque groupe participent au tour final, tandis que les deux derniers de chaque groupe disputent la coupe du Président, correspondant aux places 17 à 24.
- Une victoire donne deux points, un match nul confère un point et une défaite, zéro point.
- La mi-temps est de quinze minutes.
- Le classement se fait selon le nombre de points obtenus.
- Si deux ou plusieurs équipes ont obtenu le même nombre de points après les matchs de groupe le classement est décidé:

- selon la différence particulière (la différence de buts lors des matches entre les équipes concernées)
- selon plus grand nombre de buts marqués lors des matchs entre les équipes concernées.
- on soustrait la différence de buts à tous les matchs
- on regarde le plus grand nombre de buts marqués dans tous les matchs
- Après le premier tour, tous les matchs sont joués selon le système à élimination directe.
- Lors des matchs de la coupe du Président et des matchs de placement pour les places 5 à 16, en cas d'égalité à la fin du temps réglementaire on procède directement aux tirs au but.
- À partir des huitièmes de finale, en cas de match nul, on joue une prolongation de deux fois cinq minutes entrecoupées d'une pause d'une minute. S'il subsiste toujours une égalité on procède à une nouvelle prolongation de même durée. Si les équipes n'ont pas pu se départager on utilise l'épreuve des jets de sept mètres[4].

### Pays participants et villes organisatrices
Ce championnat du monde se déroule sur les quatre continents suivants:
- Afrique:  Angola, RD Congo,  Tunisie
- Amérique:  Argentine,  Brésil,  Uruguay
- Asie:  Chine,  Corée du Sud,  Japon,  Kazakhstan,  Russie
- Europe:  Allemagne,  Croatie (pays hôte),  Danemark,  Hongrie,  Norvège,  Pays-Bas,  Portugal,  Tchéquie,  Roumanie,  Serbie,  Slovénie,  Suède (tenant du titre)

À noter, l'Océanie n'a pas engagé d'équipe dans ce championnat du monde, aussi sa place a-t-elle été attribuée à l'Europe.
| \| Čakovec Zagreb Koprivnica Dugo Selo \| Les villes organisatrices de la compétition |
| Čakovec Zagreb Koprivnica Dugo Selo                                                   |

| Čakovec Zagreb Koprivnica Dugo Selo |

Ce sont les villes de Dugo Selo, Zagreb, Koprivnica et Čakovec qui ont été retenues pour accueillir cette compétition.
| Ville      | Salle                               | Capacité | Tour                                                      |
| Dugo Selo  | Sportska Dvorana Dugo Selo          | 5 600    | Groupe A - 1/8e de finale - place 9 à 16                  |
| Zagreb     | Sportska dvorana Sutinska Vrela     | 2 500    | Groupe B                                                  |
| Koprivnica | Dvorana Gimnazije Fran Galovic      | 2 800    | Groupe C - 1/8e de finale jusqu'à la finale - place 5 à 8 |
| Čakovec    | Sportska dvorana Graditeljske skole | 3 000    | Groupe D - Coupe du Président                             |

### Tirage au sort
Le tirage au sort pour le tour préliminaire a eu lieu le 27 avril 2014 à l'hôtel de ville de Koprivnica. Il a été réalisé par Leon Kalin, président de la commission d'organisation des compétitions à l'IHF et Sandi Sola, président de la fédération croate de handball. Ce premier tour se compose de quatre groupes de six équipes, il aura lieu du 28 juin au 05 juillet. Les quatre premiers de chaque groupe sont qualifiés pour les huitièmes de finale tandis que les deux derniers participeront à la coupe du Président. Cette dernière se déroulera à Čakovec du 07 au 09 juillet.
Les chapeaux pour le tirage au sort ont été:
| Chapeau 1 | Chapeau 2    | Chapeau 3 | Chapeau 4 | Chapeau 5 | Chapeau 6  |
| Danemark  | Roumanie     | Suède     | Brésil    | Uruguay   | Portugal   |
| Russie    | Pays-Bas     | Croatie   | Angola    | Chine     | Argentine  |
| Hongrie   | Corée du Sud | Allemagne | Japon     | RD Congo  | Tunisie    |
| Norvège   | France       | Slovénie  | Tchéquie  | Serbie    | Kazakhstan |

## Tour préliminaire

### Groupe A
Les matchs se déroulent à Dugo Selo.
|   | Équipe       | Pts | J | G | N | P | Bp  | Bc  | Diff |
| - | ------------ | --- | - | - | - | - | --- | --- | ---- |
| 1 | Corée du Sud | 8   | 5 | 4 | 0 | 1 | 183 | 132 | 51   |
| 2 | Croatie      | 8   | 5 | 4 | 0 | 1 | 134 | 101 | 33   |
| 4 | Norvège      | 6   | 5 | 3 | 0 | 2 | 165 | 116 | 49   |
| 3 | Rép. tchèque | 6   | 5 | 3 | 0 | 2 | 141 | 124 | 17   |
| 5 | Uruguay      | 2   | 5 | 1 | 0 | 4 | 103 | 172 | -69  |
| 6 | Kazakhstan   | 0   | 5 | 0 | 0 | 5 | 103 | 184 | -81  |

| Résultats    |       |       |       |       |       |       |
| Corée du Sud |       | 29-27 | 34-27 | 27-30 | 45-22 | 48-26 |
| Croatie      | 27-29 |       | 25-20 | 23-21 | 27-14 | 32-17 |
| Norvège      | 27-34 | 20-25 |       | 31-18 | 45-20 | 42-19 |
| Rép. tchèque | 30-27 | 21-23 | 18-31 |       | 33-24 | 39-19 |
| Uruguay      | 22-45 | 14-27 | 20-45 | 24-33 |       | 23-22 |
| Kazakhstan   | 26-48 | 17-32 | 19-42 | 19-39 | 22-23 |       |

- Qualification pour les huitièmes de finale
- Qualification pour la coupe du Président

### Groupe B
Les matchs se déroulent à Zagreb.
|   | Équipe    | Pts | J | G | N | P | Bp  | Bc  | Diff |
| - | --------- | --- | - | - | - | - | --- | --- | ---- |
| 1 | Danemark  | 10  | 5 | 5 | 0 | 0 | 147 | 113 | 34   |
| 2 | Allemagne | 8   | 5 | 4 | 0 | 1 | 145 | 112 | 33   |
| 3 | Pays-Bas  | 6   | 5 | 3 | 0 | 2 | 130 | 131 | -1   |
| 4 | Serbie    | 4   | 5 | 2 | 0 | 3 | 127 | 144 | -17  |
| 5 | Argentine | 2   | 5 | 1 | 0 | 4 | 117 | 141 | -24  |
| 6 | Angola    | 0   | 5 | 0 | 0 | 5 | 135 | 160 | -25  |

| Résultats |       |       |       |       |       |       |
| Danemark  |       | 26-25 | 24-15 | 36-22 | 27-21 | 34-30 |
| Allemagne | 25-26 |       | 24-22 | 26-20 | 36-19 | 34-25 |
| Pays-Bas  | 15-24 | 22-24 |       | 33-28 | 25-23 | 35-32 |
| Serbie    | 22-36 | 20-26 | 28-33 |       | 29-25 | 28-24 |
| Argentine | 21-27 | 19-36 | 23-25 | 25-29 |       | 29-24 |
| Angola    | 30-34 | 25-34 | 32-35 | 24-28 | 24-29 |       |

- Qualification pour les huitièmes de finale
- Qualification pour la coupe du Président

### Groupe C
Les matchs se déroulent à Koprivnica.
|   | Équipe   | Pts | J | G | N | P | Bp  | Bc  | Diff |
| - | -------- | --- | - | - | - | - | --- | --- | ---- |
| 1 | Hongrie  | 10  | 5 | 5 | 0 | 0 | 136 | 82  | 54   |
| 2 | France   | 8   | 5 | 4 | 0 | 1 | 133 | 100 | 33   |
| 3 | Portugal | 6   | 5 | 3 | 0 | 2 | 121 | 119 | 2    |
| 4 | Suède    | 3   | 5 | 1 | 1 | 3 | 111 | 112 | -1   |
| 5 | Japon    | 3   | 5 | 1 | 1 | 3 | 125 | 157 | -32  |
| 6 | RD Congo | 0   | 5 | 0 | 0 | 5 | 90  | 146 | -56  |

| Résultats |       |       |       |       |       |       |
| Hongrie   |       | 22-14 | 21-20 | 21-20 | 37-19 | 35-9  |
| France    | 14-22 |       | 29-16 | 28-23 | 33-22 | 29-17 |
| Portugal  | 20-21 | 16-29 |       | 22-19 | 34-28 | 29-22 |
| Suède     | 20-21 | 23-28 | 19-22 |       | 26-26 | 23-15 |
| Japon     | 19-37 | 22-33 | 28-34 | 26-26 |       | 30-27 |
| RD Congo  | 9-35  | 17-29 | 22-29 | 15-23 | 27-30 |       |

- Qualification pour les huitièmes de finale
- Qualification pour la coupe du Président

### Groupe D
Les matchs se déroulent à Čakovec.
|   | Équipe   | Pts | J | G | N | P | Bp  | Bc  | Diff |
| - | -------- | --- | - | - | - | - | --- | --- | ---- |
| 1 | Russie   | 10  | 5 | 5 | 0 | 0 | 180 | 115 | 65   |
| 2 | Roumanie | 8   | 5 | 4 | 0 | 1 | 161 | 126 | 35   |
| 4 | Brésil   | 6   | 5 | 3 | 0 | 2 | 116 | 119 | -3   |
| 3 | Slovénie | 4   | 5 | 2 | 0 | 3 | 134 | 137 | -3   |
| 5 | Chine    | 2   | 5 | 1 | 0 | 4 | 104 | 149 | -45  |
| 6 | Tunisie  | 0   | 5 | 0 | 0 | 5 | 114 | 163 | -49  |

| Résultats |       |       |       |       |       |       |
| Russie    |       | 34-31 | 35-19 | 36-27 | 32-20 | 43-18 |
| Roumanie  | 31-34 |       | 26-21 | 30-24 | 39-25 | 35-22 |
| Brésil    | 19-35 | 21-26 |       | 22-21 | 26-12 | 28-25 |
| Slovénie  | 27-36 | 24-30 | 21-22 |       | 29-23 | 33-26 |
| Chine     | 20-32 | 25-39 | 12-26 | 23-29 |       | 24-23 |
| Tunisie   | 18-43 | 22-35 | 25-28 | 26-33 | 23-24 |       |

- Qualification pour les huitièmes de finale
- Qualification pour la coupe du Président

## Coupe du Président (places 17 à 24)
Cette coupe regroupe les deux derniers de chaque groupe du tour principal, elle permet de les classer de la 17e à la dernière place. Elle se tient à Čakovec du 07 au 09 juillet.
|  | Matches pour les places 17 à 20 | Matches pour les places 17 à 20 |                         |    | Match pour la 17e place    | Match pour la 17e place    |
|  | Matches pour les places 17 à 20 | Matches pour les places 17 à 20 |                         |    | Match pour la 17e place    | Match pour la 17e place    |
|  |                                 |                                 |                         |    |                            |                            |
|  | 07 juillet 14h00 à Čakovec      | 07 juillet 14h00 à Čakovec      |                         |    | 09 juillet 16h00 à Čakovec | 09 juillet 16h00 à Čakovec |
|  | 07 juillet 14h00 à Čakovec      | 07 juillet 14h00 à Čakovec      |                         |    | 09 juillet 16h00 à Čakovec | 09 juillet 16h00 à Čakovec |
|  | Uruguay                         | 27                              |                         |    | 09 juillet 16h00 à Čakovec | 09 juillet 16h00 à Čakovec |
|  | Uruguay                         | 27                              |                         |    | 09 juillet 16h00 à Čakovec | 09 juillet 16h00 à Čakovec |
|  | Argentine                       | 25                              |                         |    | 09 juillet 16h00 à Čakovec | 09 juillet 16h00 à Čakovec |
|  | Argentine                       | 25                              | Uruguay                 | 28 |                            |                            |
|  | 07 juillet 16h00 à Čakovec      |                                 | Uruguay                 | 28 |                            |                            |
|  |                                 | Japon                           | 29                      |    |                            |                            |
|  | Japon                           | Japon                           | 29                      | 28 |                            |                            |
|  | Japon                           |                                 |                         | 28 |                            |                            |
|  | Chine                           | 27                              |                         |    |                            |                            |
|  | Chine                           | 27                              | Match pour la 19e place |    |                            |                            |
|  |                                 |                                 |                         |    |                            |                            |
|  | 09 juillet 14h00 à Čakovec      |                                 |                         |    |                            |                            |
|  |                                 |                                 |                         |    |                            |                            |
|  | Argentine                       | 21                              |                         |    |                            |                            |
|  | Argentine                       | 21                              |                         |    |                            |                            |
|  | Chine                           | 28                              |                         |    |                            |                            |
|  | Chine                           | 28                              |                         |    |                            |                            |

|  | Matches pour les places 21 à 24 | Matches pour les places 21 à 24 |                         |    | Match pour la 21e place    | Match pour la 21e place    |
|  | Matches pour les places 21 à 24 | Matches pour les places 21 à 24 |                         |    | Match pour la 21e place    | Match pour la 21e place    |
|  |                                 |                                 |                         |    |                            |                            |
|  | 07 juillet 18h00 à Čakovec      | 07 juillet 18h00 à Čakovec      |                         |    | 09 juillet 20h00 à Čakovec | 09 juillet 20h00 à Čakovec |
|  | 07 juillet 18h00 à Čakovec      | 07 juillet 18h00 à Čakovec      |                         |    | 09 juillet 20h00 à Čakovec | 09 juillet 20h00 à Čakovec |
|  | Kazakhstan                      | 20                              |                         |    | 09 juillet 20h00 à Čakovec | 09 juillet 20h00 à Čakovec |
|  | Kazakhstan                      | 20                              |                         |    | 09 juillet 20h00 à Čakovec | 09 juillet 20h00 à Čakovec |
|  | Angola                          | 33                              |                         |    | 09 juillet 20h00 à Čakovec | 09 juillet 20h00 à Čakovec |
|  | Angola                          | 33                              | Angola                  | 30 |                            |                            |
|  | 07 juillet 20h00 à Čakovec      |                                 | Angola                  | 30 |                            |                            |
|  |                                 | Tunisie                         | 21                      |    |                            |                            |
|  | RD Congo                        | Tunisie                         | 21                      | 18 |                            |                            |
|  | RD Congo                        |                                 |                         | 18 |                            |                            |
|  | Tunisie                         | 25                              |                         |    |                            |                            |
|  | Tunisie                         | 25                              | Match pour la 23e place |    |                            |                            |
|  |                                 |                                 |                         |    |                            |                            |
|  | 09 juillet 18h00 à Čakovec      |                                 |                         |    |                            |                            |
|  |                                 |                                 |                         |    |                            |                            |
|  | Kazakhstan*                     | 27tab                           |                         |    |                            |                            |
|  | Kazakhstan*                     | 27tab                           |                         |    |                            |                            |
|  | RD Congo                        | 24                              |                         |    |                            |                            |
|  | RD Congo                        | 24                              |                         |    |                            |                            |

## Tableau final
|  | Huitièmes de finale           | Huitièmes de finale           |              |                               | Quarts de finale              | Quarts de finale              |    |  | Demi-finales                  | Demi-finales                  |  |  | Finale                        | Finale                        |
|  | Huitièmes de finale           | Huitièmes de finale           |              |                               | Quarts de finale              | Quarts de finale              |    |  | Demi-finales                  | Demi-finales                  |  |  | Finale                        | Finale                        |
|  |                               |                               |              |                               |                               |                               |    |  |                               |                               |  |  |                               |                               |
|  | 07 juillet 14h00 à Koprivnica | 07 juillet 14h00 à Koprivnica |              |                               | 09 juillet 14h00 à Koprivnica | 09 juillet 14h00 à Koprivnica |    |  | 11 juillet 18h30 à Koprivnica | 11 juillet 18h30 à Koprivnica |  |  | 13 juillet 16h30 à Koprivnica | 13 juillet 16h30 à Koprivnica |
|  | 07 juillet 14h00 à Koprivnica | 07 juillet 14h00 à Koprivnica |              |                               | 09 juillet 14h00 à Koprivnica | 09 juillet 14h00 à Koprivnica |    |  | 11 juillet 18h30 à Koprivnica | 11 juillet 18h30 à Koprivnica |  |  | 13 juillet 16h30 à Koprivnica | 13 juillet 16h30 à Koprivnica |
|  | Danemark                      | 37                            |              |                               | 09 juillet 14h00 à Koprivnica | 09 juillet 14h00 à Koprivnica |    |  | 11 juillet 18h30 à Koprivnica | 11 juillet 18h30 à Koprivnica |  |  | 13 juillet 16h30 à Koprivnica | 13 juillet 16h30 à Koprivnica |
|  | Danemark                      | 37                            |              |                               | 09 juillet 14h00 à Koprivnica | 09 juillet 14h00 à Koprivnica |    |  | 11 juillet 18h30 à Koprivnica | 11 juillet 18h30 à Koprivnica |  |  | 13 juillet 16h30 à Koprivnica | 13 juillet 16h30 à Koprivnica |
|  | Rép. tchèque                  | 23                            |              |                               | 09 juillet 14h00 à Koprivnica | 09 juillet 14h00 à Koprivnica |    |  | 11 juillet 18h30 à Koprivnica | 11 juillet 18h30 à Koprivnica |  |  | 13 juillet 16h30 à Koprivnica | 13 juillet 16h30 à Koprivnica |
|  | Rép. tchèque                  | 23                            | Danemark     | 36                            |                               |                               |    |  | 11 juillet 18h30 à Koprivnica | 11 juillet 18h30 à Koprivnica |  |  | 13 juillet 16h30 à Koprivnica | 13 juillet 16h30 à Koprivnica |
|  | 07 juillet 16h15 à Dugo Selo  |                               | Danemark     | 36                            |                               |                               |    |  | 11 juillet 18h30 à Koprivnica | 11 juillet 18h30 à Koprivnica |  |  | 13 juillet 16h30 à Koprivnica | 13 juillet 16h30 à Koprivnica |
|  |                               | France                        | 26           |                               |                               |                               |    |  | 11 juillet 18h30 à Koprivnica | 11 juillet 18h30 à Koprivnica |  |  | 13 juillet 16h30 à Koprivnica | 13 juillet 16h30 à Koprivnica |
|  | Brésil                        | France                        | 26           | 23                            |                               |                               |    |  | 11 juillet 18h30 à Koprivnica | 11 juillet 18h30 à Koprivnica |  |  | 13 juillet 16h30 à Koprivnica | 13 juillet 16h30 à Koprivnica |
|  | Brésil                        | 09 juillet 16h15 à Koprivnica |              | 23                            |                               |                               |    |  | 11 juillet 18h30 à Koprivnica | 11 juillet 18h30 à Koprivnica |  |  | 13 juillet 16h30 à Koprivnica | 13 juillet 16h30 à Koprivnica |
|  | France                        | 29                            |              |                               |                               |                               |    |  | 11 juillet 18h30 à Koprivnica | 11 juillet 18h30 à Koprivnica |  |  | 13 juillet 16h30 à Koprivnica | 13 juillet 16h30 à Koprivnica |
|  | France                        | 29                            | Danemark     | 29                            |                               |                               |    |  |                               |                               |  |  | 13 juillet 16h30 à Koprivnica | 13 juillet 16h30 à Koprivnica |
|  | 07 juillet 18h30 à Koprivnica |                               | Danemark     | 29                            |                               |                               |    |  |                               |                               |  |  | 13 juillet 16h30 à Koprivnica | 13 juillet 16h30 à Koprivnica |
|  |                               | Russie                        | 31           |                               |                               |                               |    |  |                               |                               |  |  | 13 juillet 16h30 à Koprivnica | 13 juillet 16h30 à Koprivnica |
|  | Pays-Bas                      | Russie                        | 31           | 22                            |                               |                               |    |  |                               |                               |  |  | 13 juillet 16h30 à Koprivnica | 13 juillet 16h30 à Koprivnica |
|  | Pays-Bas                      | 11 juillet 20h45 à Koprivnica |              | 22                            |                               |                               |    |  |                               |                               |  |  | 13 juillet 16h30 à Koprivnica | 13 juillet 16h30 à Koprivnica |
|  | Croatie                       | 21                            |              |                               |                               |                               |    |  |                               |                               |  |  | 13 juillet 16h30 à Koprivnica | 13 juillet 16h30 à Koprivnica |
|  | Croatie                       | 21                            | Pays-Bas     | 33                            |                               |                               |    |  |                               |                               |  |  | 13 juillet 16h30 à Koprivnica | 13 juillet 16h30 à Koprivnica |
|  | 07 juillet 20h45 à Dugo Selo  |                               | Pays-Bas     | 33                            |                               |                               |    |  |                               |                               |  |  | 13 juillet 16h30 à Koprivnica | 13 juillet 16h30 à Koprivnica |
|  |                               | Russie                        | 43           |                               |                               |                               |    |  |                               |                               |  |  | 13 juillet 16h30 à Koprivnica | 13 juillet 16h30 à Koprivnica |
|  | Russie                        | Russie                        | 43           | 31                            |                               |                               |    |  |                               |                               |  |  | 13 juillet 16h30 à Koprivnica | 13 juillet 16h30 à Koprivnica |
|  | Russie                        | 09 juillet 18h30 à Koprivnica |              | 31                            |                               |                               |    |  |                               |                               |  |  | 13 juillet 16h30 à Koprivnica | 13 juillet 16h30 à Koprivnica |
|  | Suède                         | 18                            |              |                               |                               |                               |    |  |                               |                               |  |  | 13 juillet 16h30 à Koprivnica | 13 juillet 16h30 à Koprivnica |
|  | Suède                         | 18                            | Russie       | 27                            |                               |                               |    |  |                               |                               |  |  |                               |                               |
|  | 07 juillet 14h30 à Dugo Selo  |                               | Russie       | 27                            |                               |                               |    |  |                               |                               |  |  |                               |                               |
|  |                               | Corée du Sud                  | 34           |                               |                               |                               |    |  |                               |                               |  |  |                               |                               |
|  | Portugal                      | Corée du Sud                  | 34           | 21                            |                               |                               |    |  |                               |                               |  |  |                               |                               |
|  | Portugal                      |                               |              | 21                            |                               |                               |    |  |                               |                               |  |  |                               |                               |
|  | Roumanie                      | 25                            |              |                               |                               |                               |    |  |                               |                               |  |  |                               |                               |
|  | Roumanie                      | 25                            | Roumanie     | 27                            |                               |                               |    |  |                               |                               |  |  |                               |                               |
|  | 07 juillet 16h15 à Koprivnica |                               | Roumanie     | 27                            |                               |                               |    |  |                               |                               |  |  |                               |                               |
|  |                               | Corée du Sud                  | 36           |                               |                               |                               |    |  |                               |                               |  |  |                               |                               |
|  | Corée du Sud                  | Corée du Sud                  | 36           | 32                            |                               |                               |    |  |                               |                               |  |  |                               |                               |
|  | Corée du Sud                  | 09 juillet 20h45 à Koprivnica |              | 32                            |                               |                               |    |  |                               |                               |  |  |                               |                               |
|  | Serbie                        | 28                            |              |                               |                               |                               |    |  |                               |                               |  |  |                               |                               |
|  | Serbie                        | 28                            | Corée du Sud | 28                            |                               |                               |    |  |                               |                               |  |  |                               |                               |
|  | 07 juillet 20h45 à Koprivnica |                               | Corée du Sud | 28                            |                               |                               |    |  |                               |                               |  |  |                               |                               |
|  |                               | Allemagne                     | 24           |                               |                               |                               |    |  |                               |                               |  |  |                               |                               |
|  | Norvège                       | Allemagne                     | 24           | 24                            |                               |                               |    |  |                               |                               |  |  |                               |                               |
|  | Norvège                       |                               |              | 24                            |                               |                               |    |  |                               |                               |  |  |                               |                               |
|  | Allemagne                     | 27                            |              | Troisième place               | Troisième place               |                               |    |  |                               |                               |  |  |                               |                               |
|  | Allemagne                     | 27                            | Allemagne    | Troisième place               | Troisième place               | 20                            |    |  |                               |                               |  |  |                               |                               |
|  | 07 juillet 18h30 à Dugo Selo  | 07 juillet 18h30 à Dugo Selo  | Allemagne    | 13 juillet 14h00 à Koprivnica | 13 juillet 14h00 à Koprivnica | 20                            |    |  |                               |                               |  |  |                               |                               |
|  | 07 juillet 18h30 à Dugo Selo  | 07 juillet 18h30 à Dugo Selo  |              | 13 juillet 14h00 à Koprivnica | 13 juillet 14h00 à Koprivnica | Hongrie                       | 19 |  |                               |                               |  |  |                               |                               |
|  | Hongrie                       | 26                            | Danemark     | 21                            |                               | Hongrie                       | 19 |  |                               |                               |  |  |                               |                               |
|  | Hongrie                       | 26                            | Danemark     | 21                            |                               |                               |    |  |                               |                               |  |  |                               |                               |
|  | Slovénie                      | 20                            |              | Allemagne                     | 20                            |                               |    |  |                               |                               |  |  |                               |                               |
|  | Slovénie                      | 20                            |              | Allemagne                     | 20                            |                               |    |  |                               |                               |  |  |                               |                               |

### Demi-finales
| 11 juillet 2014 18h30 | Danemark         | 29 - 31      | Russie            | Dvorana Gimnazije Fran Galovic, Koprivnica Affluence : 1 200 Arbitrage : Tamer ELSAYED et Mohamed Samir RASHED |
| 11 juillet 2014 18h30 | Mette Tranborg 7 | (13 - 17)    | Daria Dmitrieva 9 | Dvorana Gimnazije Fran Galovic, Koprivnica Affluence : 1 200 Arbitrage : Tamer ELSAYED et Mohamed Samir RASHED |
| 11 juillet 2014 18h30 | ×2               | Rapport[PDF] | ×3 ×6             | Dvorana Gimnazije Fran Galovic, Koprivnica Affluence : 1 200 Arbitrage : Tamer ELSAYED et Mohamed Samir RASHED |

| 11 juillet 2014 20h45 | Corée du Sud   | 28 - 24      | Allemagne     | Dvorana Gimnazije Fran Galovic, Koprivnica Affluence : 500 Arbitrage : Julian Lopez GRILLO et Sebastian LENCI |
| 11 juillet 2014 20h45 | Lee Hyo-jin 11 | (15 - 11)    | Xenia Smits 8 | Dvorana Gimnazije Fran Galovic, Koprivnica Affluence : 500 Arbitrage : Julian Lopez GRILLO et Sebastian LENCI |
| 11 juillet 2014 20h45 | ×4*            | Rapport[PDF] | ×3 ×4         | Dvorana Gimnazije Fran Galovic, Koprivnica Affluence : 500 Arbitrage : Julian Lopez GRILLO et Sebastian LENCI |

* dont un carton jaune et une exclusion pour l'entraîneur coréen Yeonho Chong

### Finale
| 13 juillet 2014 16h30 | Russie            | 27 - 34      | Corée du Sud             | Dvorana Gimnazije Fran Galovic, Koprivnica Arbitrage : Kjersti Arntsen et Guro Roen |
| 13 juillet 2014 16h30 | Anna Viakhireva 9 | (10 - 16)    | Lee Hyo-jin, Suyeon Jo 9 | Dvorana Gimnazije Fran Galovic, Koprivnica Arbitrage : Kjersti Arntsen et Guro Roen |
| 13 juillet 2014 16h30 | ×3 ×4             | Rapport[PDF] | ×2 ×4                    | Dvorana Gimnazije Fran Galovic, Koprivnica Arbitrage : Kjersti Arntsen et Guro Roen |

| Russie :             |     |    |                      |         |
|                      | GB  | 1  | Anastasiia Zykova    | 1/4     |
|                      | GB  | 44 | Kira Trusova         | 14/36   |
|                      | GB  | 94 | Evelina Anoshkina    | 1/10    |
|                      | ALG | 2  | Ekaterina Tchernova  | 2/4     |
|                      | DC  | 7  | Daria Dmitrieva      | 6/8 •   |
|                      | ALG | 8  | Daria Rusinova       | 1/3     |
|                      | DC  | 9  | Anastasiia Khrapova  |         |
|                      | ARD | 13 | Anna Viakhireva      | 9/14    |
|                      | ARG | 14 | Polina Vedekhina     | 2/3 •   |
|                      | ARG | 15 | Liudmila Vydrina     |         |
|                      | ALG | 18 | Kristina Kozhokar    | 4/4     |
|                      | P   | 21 | Evgeniya Petrova     | 1/1 • • |
|                      | ARG | 30 | Alena Ikhneva        | 2/5 •   |
|                      | DC  | 34 | Elizaveta Malashenko | 0/1 •   |
|                      | ALD | 41 | Yana Kostomakha      |         |
|                      | ARD | 55 | Ksenia Karpacheva    |         |
| Sélectionneur :      |     |    |                      |         |
| Viacheslav Kirilenko |     |    |                      |         |

| 27/43  | Buts marqués   | 34/57  |
| 62,8 % | % réussite     | 59,6 % |
| 3/3    | Jets de 7 m    | 5/7    |
| 8 min  | Suspensions    | 8 min  |
| 3      | Cartons jaunes | 2      |
| 0      | Cartons rouges | 0      |
| 16/50  | Arrêts         | 6/33   |
| 32,0 % | % d'arrêts     | 18,2 % |

| Corée du sud :  |     |    |               |          |
|                 | GB  | 12 | Halim Woo     | 0/4      |
|                 | GB  | 16 | Saeyoung Park | 6/29     |
|                 | DC  | 6  | Lee Hyo-jin   | 9/16     |
|                 | ALG | 7  | Sujeong Kim   | 6/7      |
|                 | DC  | 9  | Suji Choi     | 1/1      |
|                 | P   | 10 | Won Seon-pil  | 1/2 • •  |
|                 | ARD | 13 | Jimin Jung    |          |
|                 | P   | 14 | Hansol Lee    |          |
|                 | ARD | 15 | Jinsil Kim    | 1/5      |
|                 | ARG | 17 | Heejin Kim    |          |
|                 | ARG | 18 | Soojung Kim   | 0/2      |
|                 | DC  | 19 | Hyejin Kim    | 0/1      |
|                 | ARG | 20 | Youjin Hur    | 0/2      |
|                 | ARD | 21 | Sangmi Kim    | 1/1      |
|                 | ARG | 23 | Suyeon Jo     | 9/13 • • |
|                 | ARD | 29 | Sojeong Yu    | 6/7 •    |
| Sélectionneur : |     |    |               |          |
| Lee Kye-chung   |     |    |               |          |

## Matchs de classement

### Match pour la3eplace
| 13 juillet 2014 14h00 | Danemark                                             | 21 - 20      | Allemagne      | Dvorana Gimnazije Fran Galovic, Koprivnica Affluence : 300 Arbitrage : Vanja ANTIC et Jelena JAKOVLJEVIC |
| 13 juillet 2014 14h00 | Julie Kjær Larsen, Nadia Offendal, Amalie Wichmann 5 | (11 - 14)    | Maren Weigel 6 | Dvorana Gimnazije Fran Galovic, Koprivnica Affluence : 300 Arbitrage : Vanja ANTIC et Jelena JAKOVLJEVIC |
| 13 juillet 2014 14h00 | ×3*                                                  | Rapport[PDF] | ×3             | Dvorana Gimnazije Fran Galovic, Koprivnica Affluence : 300 Arbitrage : Vanja ANTIC et Jelena JAKOVLJEVIC |

* dont un pour l'entraîneur danois Ole Bukholt Jensen

### Matchs pour la 5 à8eplace
Ces matchs opposent les équipes éliminées en quart de finale et sont joués à Koprivnica.
|  | Demi-finales de classement    | Demi-finales de classement    |                        |    | Match pour la 5e place        | Match pour la 5e place        |
|  | Demi-finales de classement    | Demi-finales de classement    |                        |    | Match pour la 5e place        | Match pour la 5e place        |
|  |                               |                               |                        |    |                               |                               |
|  | 11 juillet 14h00 à Koprivnica | 11 juillet 14h00 à Koprivnica |                        |    | 13 juillet 11h00 à Koprivnica | 13 juillet 11h00 à Koprivnica |
|  | 11 juillet 14h00 à Koprivnica | 11 juillet 14h00 à Koprivnica |                        |    | 13 juillet 11h00 à Koprivnica | 13 juillet 11h00 à Koprivnica |
|  | France                        | 31                            |                        |    | 13 juillet 11h00 à Koprivnica | 13 juillet 11h00 à Koprivnica |
|  | France                        | 31                            |                        |    | 13 juillet 11h00 à Koprivnica | 13 juillet 11h00 à Koprivnica |
|  | Pays-Bas                      | 25                            |                        |    | 13 juillet 11h00 à Koprivnica | 13 juillet 11h00 à Koprivnica |
|  | Pays-Bas                      | 25                            | France                 | 31 |                               |                               |
|  | 11 juillet 16h15 à Koprivnica |                               | France                 | 31 |                               |                               |
|  |                               | Roumanie                      | 19                     |    |                               |                               |
|  | Roumanie                      | Roumanie                      | 19                     | 25 |                               |                               |
|  | Roumanie                      |                               |                        | 25 |                               |                               |
|  | Hongrie                       | 24                            |                        |    |                               |                               |
|  | Hongrie                       | 24                            | Match pour la 7e place |    |                               |                               |
|  |                               |                               |                        |    |                               |                               |
|  | 13 juillet 09h00 à Koprivnica |                               |                        |    |                               |                               |
|  |                               |                               |                        |    |                               |                               |
|  | Pays-Bas                      | 18                            |                        |    |                               |                               |
|  | Pays-Bas                      | 18                            |                        |    |                               |                               |
|  | Hongrie                       | 36                            |                        |    |                               |                               |
|  | Hongrie                       | 36                            |                        |    |                               |                               |

### Matchs pour la 9 à16eplace
Ces matchs opposent les équipes éliminés en huitième de finale et sont joués à Dugo Selo. Le placement se déroule en trois matchs. Les perdants d'un match affrontent ceux d'un autre match, mutatis mutandis avec les vainqueurs.
| Date            | Date  | Club         | Score   | Club     |
| --------------- | ----- | ------------ | ------- | -------- |
| 09 juillet 2014 | 14h00 | Rép. tchèque | 27 - 26 | Brésil   |
| 09 juillet 2014 | 16h00 | Croatie      | 26 - 24 | Suède    |
| 09 juillet 2014 | 18h00 | Portugal     | 26 - 35 | Serbie   |
| 09 juillet 2014 | 20h00 | Norvège      | 38 - 24 | Slovénie |

|  | Demi-finales de classement   | Demi-finales de classement   |                         |    | Match pour la 9e place       | Match pour la 9e place       |
|  | Demi-finales de classement   | Demi-finales de classement   |                         |    | Match pour la 9e place       | Match pour la 9e place       |
|  |                              |                              |                         |    |                              |                              |
|  | 10 juillet 18h00 à Dugo Selo | 10 juillet 18h00 à Dugo Selo |                         |    | 12 juillet 20h00 à Dugo Selo | 12 juillet 20h00 à Dugo Selo |
|  | 10 juillet 18h00 à Dugo Selo | 10 juillet 18h00 à Dugo Selo |                         |    | 12 juillet 20h00 à Dugo Selo | 12 juillet 20h00 à Dugo Selo |
|  | Rép. tchèque                 | 23                           |                         |    | 12 juillet 20h00 à Dugo Selo | 12 juillet 20h00 à Dugo Selo |
|  | Rép. tchèque                 | 23                           |                         |    | 12 juillet 20h00 à Dugo Selo | 12 juillet 20h00 à Dugo Selo |
|  | Croatie                      | 33                           |                         |    | 12 juillet 20h00 à Dugo Selo | 12 juillet 20h00 à Dugo Selo |
|  | Croatie                      | 33                           | Croatie                 | 26 |                              |                              |
|  | 10 juillet 20h00 à Dugo Selo |                              | Croatie                 | 26 |                              |                              |
|  |                              | Norvège                      | 34                      |    |                              |                              |
|  | Serbie                       | Norvège                      | 34                      | 25 |                              |                              |
|  | Serbie                       |                              |                         | 25 |                              |                              |
|  | Norvège                      | 39                           |                         |    |                              |                              |
|  | Norvège                      | 39                           | Match pour la 11e place |    |                              |                              |
|  |                              |                              |                         |    |                              |                              |
|  | 12 juillet 18h00 à Dugo Selo |                              |                         |    |                              |                              |
|  |                              |                              |                         |    |                              |                              |
|  | Rép. tchèque                 | 33                           |                         |    |                              |                              |
|  | Rép. tchèque                 | 33                           |                         |    |                              |                              |
|  | Serbie                       | 32                           |                         |    |                              |                              |
|  | Serbie                       | 32                           |                         |    |                              |                              |

|  | Demi-finales de classement   | Demi-finales de classement   |                         |    | Match pour la 13e place      | Match pour la 13e place      |
|  | Demi-finales de classement   | Demi-finales de classement   |                         |    | Match pour la 13e place      | Match pour la 13e place      |
|  |                              |                              |                         |    |                              |                              |
|  | 10 juillet 14h00 à Dugo Selo | 10 juillet 14h00 à Dugo Selo |                         |    | 12 juillet 16h00 à Dugo Selo | 12 juillet 16h00 à Dugo Selo |
|  | 10 juillet 14h00 à Dugo Selo | 10 juillet 14h00 à Dugo Selo |                         |    | 12 juillet 16h00 à Dugo Selo | 12 juillet 16h00 à Dugo Selo |
|  | Brésil                       | 20                           |                         |    | 12 juillet 16h00 à Dugo Selo | 12 juillet 16h00 à Dugo Selo |
|  | Brésil                       | 20                           |                         |    | 12 juillet 16h00 à Dugo Selo | 12 juillet 16h00 à Dugo Selo |
|  | Suède                        | 22                           |                         |    | 12 juillet 16h00 à Dugo Selo | 12 juillet 16h00 à Dugo Selo |
|  | Suède                        | 22                           | Suède                   | 20 |                              |                              |
|  | 10 juillet 16h00 à Dugo Selo |                              | Suède                   | 20 |                              |                              |
|  |                              | Slovénie                     | 30                      |    |                              |                              |
|  | Portugal                     | Slovénie                     | 30                      | 26 |                              |                              |
|  | Portugal                     |                              |                         | 26 |                              |                              |
|  | Slovénie                     | 28                           |                         |    |                              |                              |
|  | Slovénie                     | 28                           | Match pour la 15e place |    |                              |                              |
|  |                              |                              |                         |    |                              |                              |
|  | 12 juillet 14h00 à Dugo Selo |                              |                         |    |                              |                              |
|  |                              |                              |                         |    |                              |                              |
|  | Brésil                       | 33                           |                         |    |                              |                              |
|  | Brésil                       | 33                           |                         |    |                              |                              |
|  | Portugal                     | 28                           |                         |    |                              |                              |
|  | Portugal                     | 28                           |                         |    |                              |                              |

## Le vainqueur
| Champion du monde junior 2014 Corée du Sud 1re victoire |

## Classement final
| Rang                      | Équipe       | J | G | N* | P | Bp  | Bc  | Diff | Stade de la compétition |
| ------------------------- | ------------ | - | - | -- | - | --- | --- | ---- | ----------------------- |
| Médaille d'or, monde      | Corée du Sud | 9 | 8 | 0  | 1 | 313 | 238 | 75   | Vainqueur               |
| Médaille d'argent, monde  | Russie       | 9 | 8 | 0  | 1 | 312 | 229 | 83   | Finale                  |
| Médaille de bronze, monde | Danemark     | 9 | 8 | 0  | 1 | 270 | 213 | 57   | Demi-finale             |
| 4                         | Allemagne    | 9 | 7 | 0  | 2 | 236 | 204 | 32   | Demi-finale             |
| 5                         | France       | 9 | 7 | 0  | 2 | 250 | 203 | 47   | Quarts de finale        |
| 6                         | Roumanie     | 9 | 6 | 0  | 3 | 257 | 238 | 19   | Quarts de finale        |
| 7                         | Hongrie      | 9 | 7 | 0  | 2 | 241 | 165 | 76   | Quarts de finale        |
| 8                         | Pays-Bas     | 9 | 4 | 0  | 5 | 206 | 241 | -35  | Quarts de finale        |
| 9                         | Norvège      | 9 | 6 | 0  | 3 | 300 | 218 | 82   | Huitièmes de finale     |
| 10                        | Croatie      | 9 | 6 | 0  | 3 | 219 | 182 | 37   | Huitièmes de finale     |
| 11                        | Rép. tchèque | 9 | 5 | 0  | 4 | 247 | 252 | -5   | Huitièmes de finale     |
| 12                        | Serbie       | 9 | 3 | 0  | 6 | 247 | 274 | -27  | Huitièmes de finale     |
| 13                        | Suède        | 9 | 2 | 0  | 7 | 205 | 209 | -4   | Huitièmes de finale     |
| 14                        | Slovénie     | 9 | 4 | 0  | 5 | 226 | 257 | -31  | Huitièmes de finale     |
| 15                        | Brésil       | 9 | 4 | 0  | 5 | 218 | 228 | -10  | Huitièmes de finale     |
| 16                        | Portugal     | 9 | 3 | 0  | 6 | 222 | 240 | -18  | Huitièmes de finale     |
| 17                        | Japon        | 7 | 3 | 0  | 4 | 182 | 212 | -30  | Premier tour            |
| 18                        | Uruguay      | 7 | 2 | 0  | 5 | 158 | 226 | -68  | Premier tour            |
| 19                        | Chine        | 7 | 2 | 0  | 5 | 159 | 198 | -39  | Premier tour            |
| 20                        | Argentine    | 7 | 1 | 0  | 6 | 163 | 196 | -33  | Premier tour            |
| 21                        | Angola       | 7 | 2 | 0  | 5 | 198 | 201 | -3   | Premier tour            |
| 22                        | Tunisie      | 7 | 1 | 0  | 6 | 160 | 211 | -51  | Premier tour            |
| 23                        | Kazakhstan   | 7 | 1 | 0  | 6 | 150 | 241 | -91  | Premier tour            |
| 24                        | RD Congo     | 7 | 0 | 0  | 7 | 132 | 198 | -66  | Premier tour            |

* selon les règles de la compétition, il ne peut y avoir de matchs nuls après le 1er tour

## Statistique et récompenses

### Équipe-type du tournoi
L'équipe-type du tournoi est :
- Meilleure joueuse  : Lee Hyo-jin,  Corée du Sud
- Gardienne : Dinah Eckerle,  Allemagne
- Ailière gauche : Julie Kjær Larsen,  Danemark
- Arrière gauche : Line Haugsted,  Danemark
- Demi-centre : Daria Dmitrieva,  Russie
- Pivot : Won Seon-pil,  Corée du Sud
- Arrière droite : Luca Szekerczés,  Hongrie
- Ailière droite : Anna Viakhireva,  Russie

Meilleure marqueuse
- Lee Hyo-jin  Corée du Sud avec 64 buts

### Statistiques individuelles
| Rang | Joueur                   | Équipe       | Buts | Tirs | %      | MJ | Moy. |
| ---- | ------------------------ | ------------ | ---- | ---- | ------ | -- | ---- |
| 1    | Lee Hyo-jin              | Corée du Sud | 64   | 100  | 64,0 % | 9  | 7,1  |
| 2    | Martina Barreiro         | Uruguay      | 62   | 95   | 65,3 % | 7  | 8,9  |
| 3    | Haruno Sasaki (en)       | Japon        | 58   | 108  | 53,7 % | 7  | 8,3  |
| 4    | Xenia Smits              | Allemagne    | 54   | 111  | 48,6 % | 9  | 6,0  |
| 5    | Sanja Radosavljević (en) | Serbie       | 53   | 76   | 69,7 % | 9  | 5,9  |
| 6    | Yu So-jeong              | Corée du Sud | 50   | 76   | 65,8 % | 9  | 5,6  |
| 7    | Anna Viakhireva          | Russie       | 49   | 70   | 70,0 % | 9  | 5,4  |
| 8    | Veronika Malá            | Rép. tchèque | 49   | 71   | 69,0 % | 9  | 5,4  |
| 9    | Anđela Janjušević (en)   | Serbie       | 49   | 88   | 55,7 % | 9  | 5,4  |
| 10   | Gabriela Pessoa          | Brésil       | 49   | 92   | 53,3 % | 9  | 5,4  |

| Rang | Joueur                | Équipe       | Arrêts | Tirs | MJ | Moy. | %      |
| ---- | --------------------- | ------------ | ------ | ---- | -- | ---- | ------ |
| 1    | Dinah Eckerle         | Allemagne    | 128    | 314  | 9  | 14,2 | 40,8 % |
| 2    | Petra Kudláčková (en) | Rép. tchèque | 109    | 308  | 9  | 12,1 | 35,4 % |
| 3    | Isabel Gois           | Portugal     | 106    | 302  | 7  | 15,1 | 35,1 % |
| 4    | Helena de Sousa       | Angola       | 95     | 296  | 7  | 13,6 | 32,1 % |
| 5    | Park Sae-young        | Corée du Sud | 86     | 256  | 9  | 9,6  | 33,6 % |
| 6    | Selena Aleksić        | Serbie       | 85     | 287  | 9  | 9,4  | 29,6 % |
| 7    | Louise Egestorp (en)  | Danemark     | 82     | 206  | 9  | 9,1  | 39,8 % |
| 8    | Kristy Zimmerman      | Pays-Bas     | 82     | 265  | 9  | 9,1  | 30,9 % |
| 9    | Klara Hrovatič        | Slovénie     | 81     | 233  | 9  | 9,0  | 34,8 % |
| 10   | Catherine Gabriel     | France       | 79     | 194  | 9  | 8,9  | 40,7 % |

## Effectif des équipes sur le podium

### Champion du monde:Corée du Sud
L'effectif de la Corée du Sud était :
- 6  -  Lee Hyo-jin (DC)
- 7  -  Sujeong Kim (ALG)
- 9  -  Suji Choi (DC)
- 10 -  Won Seon-pil (P)
- 12 -  Halim Woo (GB)
- 13 -  Jimin Jung (ARD)
- 14 -  Hansol Lee (P)
- 15 -  Jinsil Kim (ARD)
- 16 -  Saeyoung Park (GB)
- 17 -  Heejin Kim (ARG)
- 18 -  Soojung Kim (ARG)
- 19 -  Hyejin Kim (DC)
- 20 -  Youjin Hur (ARG)
- 21 -  Sangmi Kim (ARD)
- 23 -  Suyeon Jo (ARG)
- 29 -  Sojeong Yu (ARD)

Entraineur : Kyechung Lee

### Vice-champion du monde:Russie
L'effectif de la Russie était :
- 1  - Anastasiia Zykova (GB)
- 2  - Ekaterina Tchernova (ALG)
- 7  -  Daria Dmitrieva (DC)
- 8  - Daria Rusinova (ALG)
- 9  - Anastasiia Khrapova (DC)
- 13 - Anna Viakhireva (ARD)
- 14 - Polina Vedekhina (ARG)
- 15 - Liudmila Vydrina (ARG)
- 18 - Kristina Kozhokar (ALG)
- 21 - Evgeniya Petrova (P)
- 30 - Alena Ikhneva (ARG)
- 34 - Elizaveta Malashenko (DC)
- 41 - Yana Kostomakha (ALD)
- 44 - Kira Trusova (GB)
- 55 - Ksenia Karpacheva (ARD)
- 94 - Evelina Anoshkina (GB)

Entraineur : Viacheslav Kirilenko

### Troisième place:Danemark
L'effectif du Danemark était :
- 1  - Ditte Folden Vind (GB)
- 4  - Kristina Sommer (ALD)
- 5  - Julie Kjær Larsen (ALG)
- 6  - Freja Cohrt Kyndbøl (ALG)
- 7  - Annika Meyer (P)
- 10 - Nadia Offendal (DC)
- 11 - Line Haugsted (ARG)
- 12 - Louise Egestorp (GB)
- 14 - Louise Aaskov (P)
- 15 - Emma Mogensen (DC)
- 17 - Amalie Wichmann (DC)
- 18 - Mette Tranborg (ARD)
- 22 - Sofie Blichert Toft (ARG)
- 23 - Nadja Laerke Jensen (ARD)
- 24 - Sofie Amalie Olsen (ALD)

Entraineur : Heine ERIKSEN
→ Légende: ALD: Ailière droite, ALG: Ailière gauche, ARD: Arrière droite, ARG: Arrière gauche, DC: Demi-centre, GB: Gardienne de but, P: Pivot